# William Villafañe
William Ely Villafañe Ramos (Arecibo, 16 de junio de 1977) es un abogado y político puertorriqueño del Partido Nuevo Progresista que actualmente sirve como senador por acumulación. Previamente ocupó los cargos de Secretario general del PNP y Secretario de la gobernación bajo la administración de Ricardo Rosselló. Actualmente es precandidato a comisionado residente en las primarias de 2024.

## Primeros años y educación
Villafañe Ramos nació en Arecibo, Puerto Rico el 16 de junio de 1977. Hijo de Ada Irma Ramos Medina, maestra de escuela pública y William Villafañe Andújar, ex beisbolista, estudió en la Escuela Elemental Bernardo González Colón, la Escuela Intermedia Francisco Ramos Junior y la Escuela Superior Luis Muñoz Rivera en Utuado. Posteriormente ingresó en el Recinto Universitario de Mayagüez de la Universidad de Puerto Rico donde se graduó con un bachillerato en administración de empresas con concentración en contabilidad. Luego obtuvo un Juris doctor de la escuela de derecho de la Universidad Interamericana de Puerto Rico.

## Carrera política
En 1995 comenzó su carrera política ocupando el puesto de  Presidente de la Juventud del Partido Nuevo Progresista en Utuado. Fue presidente y fundador del movimiento Estudiantes Universitarios en Acción Pro-Estadidad en el Recinto de Mayagüez de la Universidad de Puerto Rico. En 2002 fue elegido Presidente de la Juventud del Estado. Durante 2004 fue miembro del Comité de Plataforma del Partido Nuevo Progresista. Posteriormente se desempeñó como Director de Operaciones del "Plan para Puerto Rico". En 2016 fue designado Secretario General del Partido Nuevo Progresista bajo la presidencia de Ricardo Rosselló.
Villafañe Andújar fue Asistente Legislativo en la Comisión de Hacienda de la Cámara de Representantes en 1999, Administrador de la Comisión de Servicio Público en 2000, Director de las Comisiones Legislativas de Vivienda y Desarrollo Urbano, Informes de Contraloría y Familias y Comunidades en 2005, Asesor de agencias y departamentos gubernamentales como el Departamento de Recursos Naturales y Ambientales, la Oficina del Comisionado de Asuntos Municipales y la Autoridad para el Financiamiento de la Vivienda en 2010 y Director Ejecutivo de la Comisión de Servicio Público en 2013. Asimismo, en 2017 fue designado Secretario de la Gobernación por el gobernador Ricardo Rosselló Nevares.
Villafañe ganó un escaño como senador por acumulación en una elección especial celebrada el 16 de noviembre de 2019. En las elecciones generales de 2020 fue reelegido siendo el candidato del PNP con mayor cantidad de votos. Al juramentar como senador Villafañe fue asignado presidente de las comisiones de Energía y Alianzas público-privadas. Para su segundo mandato fue asignado como miembro de las comisiones de Designaciones, Hacienda, Asuntos federales y junta de control fiscal, Cumplimiento y reestructuración, Desarrollo económico, servicios esenciales y asuntos del consumidor y de Desarrollo de la región central-sur.

## Vida personal
Villafañe está casado con la psicóloga Dianisselle Torres con quien comparte dos hijos.

## Historial electoral
| Año  | Cargo                   | Tipo      | Partido | Partido | Votos   | %     | Posición | Resultado |
| ---- | ----------------------- | --------- | ------- | ------- | ------- | ----- | -------- | --------- |
| 2019 | Senador por acumulación | Especial  |         | PNP     | 18,628  | 22.87 | 1.º      | Electo    |
| 2020 | Senador por acumulación | Generales |         | PNP     | 81,863  | 6.76  | 3.º      | Reelecto  |
| 2024 | Comisionado residente   | Generales |         | PNP     | 452,615 | 37.11 | 2.º      | Derrotado |